# Blue Jeans (Lana-Del-Rey-Lied)
Blue Jeans (englisch für „Blaue Jeans“) ist ein Lied der US-amerikanischen Popsängerin Lana Del Rey. Das Stück ist die zweite Singleauskopplung aus ihrem zweiten Studioalbum Born to Die.

## Entstehung und Artwork
Komponiert wurde das Lied von Lana Del Rey, Emile Haynie und Dan Heath. Produziert wurde die Single von Emile Haynie. Gemastert wurde die Single von 360 Mastering in London, unter der Leitung des Briten Dave Turner. Abgemischt wurde das Lied von Dan Grech Marguerat, Assistent war Duncan Fuller. Haynie spielte ebenfalls die meisten Instrumente in diesem Lied selbst, er ist an der Gitarre, am Keyboard und am Schlagzeug zu hören. Alle Streichinstrumentalisten die im Hintergrund zu hören sind, wurden von Dan Heath arrangiert und dirigiert. Das Lied wurde unter den Musiklabels Interscope Records, Polydor und Stranger veröffentlicht. Auf dem Cover der Maxi-Singles ist – neben der Aufschrift des Künstlers und des Liedtitels – Del Rey in einem Badeanzug auf dem Boden liegend, während jemand ihren Puls am Hals ertastet, zu sehen. Das Coverbild wurde von der Fotografin Nicole Nodland geschossen.

## Veröffentlichung und Promotion
Die Erstveröffentlichung von Blue Jeans erfolgte als Doppel-A-Seite mit Video Games in Deutschland, Österreich und der Schweiz am 4. November 2011. Die Veröffentlichung als eigenständige Single folgte als Einzeldownload am 26. März 2012. Am 8. April 2012 erschien eine erste Remix-EP zu Blue Jeans. Im Vereinigten Königreich ist Blue Jeans ebenfalls als Vinylplatte mit der B-Seite Carmen erhältlich. Zudem wurden aus Promotionzwecken regional viele verschiedene Remix-Singles und EPs veröffentlicht. die sich alle durch die Auswahl und Anzahl ihrer B-Seiten unterscheiden. Bei einem Remix (Smims & Belle Remix) tritt die US-amerikanische Rapperin Azealia Banks als Gastsängerin auf.
Remixversionen
- Blue Jeans (Blood Orange Remix)
- Blue Jeans (Club Clique Nothing Is Real Remix)
- Blue Jeans (Drugs Remix)
- Blue Jeans (Gesaffelstein Remix)
- Blue Jeans (Kris Menace Remix)
- Blue Jeans (Maribou State Remix)
- Blue Jeans (MK Dark Blue Dub)
- Blue Jeans (Moonlight Matters Remix)
- Blue Jeans (Odd Future’s the Internet Mix)
- Blue Jeans (Penguin Prison Remix)
- Blue Jeans (Rac Mix)
- Blue Jeans (Smims & Belle Remix)

Liveauftritte von Blue Jeans im Hör- oder Rundfunk blieben in Deutschland, Österreich und der Schweiz bislang aus. Sie spielte das Lied nur während ihrer Konzerte. Im Vereinigten Königreich präsentierte Del Rey die Single live während einer Ausgabe der ersten Staffel von The Voice UK. In den Vereinigten Staaten hatte sie unter anderem einen Liveauftritt in der Comedy-Show Saturday Night Live, wo sie Blue Jeans in einem Medley mit Video Games sang.

## Inhalt
Der Liedtext zu Blue Jeans ist in englischer Sprache verfasst, auf Deutsch übersetzt heißt der Titel „Blaue Jeans“. Die Musik und der Text wurden gemeinsam von Lana Del Rey, Emile Haynie und Dan Heath verfasst. Musikalisch bewegt sich das Lied im Bereich der Popmusik.
| “I Will Love You Till the End of Time. I Would Wait a Million Years. Promise You’ll Remember That You’re Mine. Baby Can You See Through the Tears? Love You More Than Those Bitches Before. Say You’ll Remember, Oh Baby, Say You’ll Remember, Baby. I Will Love You Till the End of Time.” – Refrain, Original | „Ich werde dich lieben bis zum Ende der Zeit. Ich würde eine Million Jahre warten. Versprich, dass du nie vergessen wirst, dass du mir gehörst. Liebling siehst du nicht durch die Tränen? Liebe dich mehr als alle Miststücke vor mir. Sag, dass du nie vergessen wirst, Liebling, sag es. Ich werde dich lieben bis zum Ende der Zeit.“ – Refrain, Übersetzung |

In seiner Rezension über Blue Jeans sagte Damien Ryan von dem Webpräsenz sosogay.co.uk folgendes über das Lied:

“B-side, 'Blue Jeans' is equally transfixing. She coos, 'I grew up on hip-hop', and it shows. The track could sit comfortably on any urban release from Nineties-era Aaliyah to 2011’s The Weekend. The Minimalist beat almost recalls early Timbaland, but with plenty of Del Rey’s Retro leanings. Lines that could be lifted straight out of a rap hit ('you’re so fresh to death and sick as cancer', 'love you more than those bitches before') flow seamlessly into the chorus’s tragic promise, 'I will love you till the end of time, I would wait a Million years.' B-Sides should never sound this good.”

„Die B-Seite Blue Jeans ist gleichermaßen ansteckend. Sie gurrt „Ich wuchs mit Hip-Hop auf“; und das zeigt sie. Das Lied könnte auf allen Urban-Veröffentlichungen von der neunziger Era mit Aaliyah bis 2011’s The Weekend platziert werden. Der minimalistische Beat erinnert an die Anfänge Timbalands, aber mit reichlich Retro-Neigungen Del Reys. Zeilen, die direkt aus einem Rap-Hit entnommen werden könnten („Du bist so frisch, so tot und krank wie Krebs“, „Liebe dich mehr als alle Miststücke vor mir“) fließen nahtlos in die tragischen Versprechen des Refrains („Ich werde dich lieben bis zum Ende der Zeit“, „Ich würde eine Million Jahre warten“). B-Seiten sollten niemals so gut klingen.“

## Musikvideo
Zu Blue Jeans erschienen zwei offizielle Musikvideos. Das erste feierte am 9. September 2011, auf Del Reys YouTube-Kanal, seine Premiere. Wie Video Games besteht es aus gesammelten Filmschnitten alter Filmklassiker und selbst aufgenommenen Webcamaufnahmen. In der Eröffnungsszene ist ein Ausschnitt aus The Last Waltz, in der Lawrence Ferlinghetti das Vaterunser vorträgt, zu sehen. Es folgt ein Footage des australischen Fotografen Nirrimi Joy Firebrace’s und dessen Tender-Hearted-Projekt. Während des restlichen Videos sind Schwarzweiß-Aufnahmen Del Reys zu sehen, die vor einer Wand das Lied singt. Zwischendrin sind immer wieder Cartoon-, Homevideo- und Paparazziaufnahmen zu sehen. Die Gesamtlänge des Videos beträgt 3:57 Minuten. Regie führte Lana Del Rey selbst. Bis Februar 2025 zählte das Video über 21,8 Millionen Aufrufe bei YouTube.
Das zweite Musikvideo wurde Anfang März 2012 – in schwarz-weiß und teils in Zeitlupe – gedreht und feierte am 19. März 2012, ebenfalls auf Del Reys YouTube-Kanal, seine Premiere. Wie im zuvor veröffentlichten Musikvideo zu Born to Die wird Del Rey wieder von Model und Schauspieler Bradley Soileau unterstützt, der erneut Del Reys Liebhaber spielt. Aufgenommen in und neben einem Schwimmbecken eines 1950er Hollywood-Hauses, ist zu sehen, wie Del Rey und Soileau sich zu einer tragischen Liebesgeschichte wiedervereinigen. Zu Beginn des Videos beschattet Del Rey Soileau, der sich an der Seite des Schwimmbeckens auszieht und in das Becken steigt. Del Rey folgt ihm und sie treffen sich inmitten des Beckens. Sie vollführen einen langen, innigen Zungenkuss. Am Ende packt er Del Rey am Hals, lässt sie über die Wasseroberfläche gleiten, ehe er sie mit unter Wasser zieht. Das Video wurde mit Nick Caves Mordballaden und der Diskografie Chris Isaaks verglichen. Die Gesamtlänge des Videos beträgt 4:20 Minuten. Regie führte wie bei Born to Die wieder Woodkid. Bis Februar 2025 zählte das Video über 402 Millionen Aufrufe bei YouTube.

## Mitwirkende
| Liedproduktion - Dan Heath: Arrangement, Dirigent - Lana Del Rey: Gesang, Komponist, Regisseur (Version 1) - Duncan Fuller: Co-Mischer - Emile Haynie: Gitarre, Keyboard, Komponist, Musikproduzent, Schlagzeug - Dan Heath: Komponist - Dan Grech Marguerat: Abmischung - Dave Turner: Mastering | Artwork - Nicole Nodland: Fotograf (Cover) - Bradley Soileau: Schauspieler (Musikvideo) - Woodkid: Regisseur (Version 2) Unternehmen - 360 Mastering: Mastering - Interscope Records: Musiklabel - Polydor: Musiklabel - Stranger: Musiklabel |

## Kommerzieller Erfolg

### Chartplatzierungen
Dadurch, dass Blue Jeans in manchen Ländern als Doppel-A-Seite mit Video Games veröffentlicht wurde, zählen die Chartplatzierungen und Verkäufe zu Video Games. So geschehen u. a. in Deutschland, Österreich und den Vereinigten Staaten.
Blue Jeans erreichte in der Schweiz Position 39 der Singlecharts und konnte sich insgesamt 16 Wochen in den Charts halten. In Großbritannien erreichte die Single Position 32 und konnte sich insgesamt fünf Wochen in den Charts halten. Für Lana Del Rey ist es sowohl als Interpretin sowie auch als Komponisten der zweite Charterfolg in der Schweiz sowie der dritte Charterfolg im Vereinigten Königreich.
| ChartsChartplatzierungen     | Höchstplatzierung | Wochen |
| ---------------------------- | ----------------- | ------ |
| Schweiz (IFPI)               | 39 (16 Wo.)       | 16     |
| Vereinigtes Königreich (OCC) | 32 (5 Wo.)        | 5      |

### Auszeichnungen für Musikverkäufe
Am 30. April 2014 wurde Blue Jeans in Kanada für über 40.000 verkaufte Einheiten mit einer Goldenen Schallplatte ausgezeichnet, obwohl es das Lied nicht in die offiziellen Singlecharts schaffte. 10 Jahre nach der Erstveröffentlichung erreichte das Lied Doppelplatin in den Vereinigten Staaten am 24. November 2021. Insgesamt wurde die Single weltweit mit zwei Goldenen-, sechs Platin- sowie einer Diamantenen Schallplatte ausgezeichnet und verkaufte sich laut Schallplattenauszeichnungen über drei Millionen Mal.

| Land/Region                  | Auszeichnungen für Musikverkäufe (Land/Region, Auszeichnung, Verkäufe) | Verkäufe  |
| ---------------------------- | ---------------------------------------------------------------------- | --------- |
| Australien (ARIA)            | 2× Platin                                                              | 140.000   |
| Brasilien (PMB)              | Diamant                                                                | 250.000   |
| Italien (FIMI)               | Gold                                                                   | 15.000    |
| Kanada (MC)                  | Gold                                                                   | 40.000    |
| Neuseeland (RMNZ)            | Platin                                                                 | 30.000    |
| Vereinigte Staaten (RIAA)    | 2× Platin                                                              | 2.000.000 |
| Vereinigtes Königreich (BPI) | Platin                                                                 | 600.000   |
| Insgesamt                    | 2× Gold · 6× Platin · 1× Diamant ·                                     | 3.075.000 |

Hauptartikel: Lana Del Rey/Auszeichnungen für Musikverkäufe

## Coverversionen
- 2012: Bastille – Requiem for Blue Jeans (Mash-Up: Blue Jeans und Lux Aeterna)
- 2014: Plastiscines
- 2022: Måneskin (während einer Show in New York)[11]